# Teodoro Metochita
(Niceforo Gregora, Storia romana VII, 11.2-3 (pp. 271, 21–272, 17 Schopen))
Teodoro Metochita o Metochite (in greco Θεόδωρος Μετοχίτης?, Theódōros Metochítēs; Nicea, 1270 – Costantinopoli, 13 marzo 1332) è stato un politico, scrittore e mecenate bizantino, oltre che filosofo e astronomo. Dal 1305 al 1328 fu consigliere personale (mesazōn) dell'imperatore bizantino Andronico II Paleologo.

## Biografia
Teodoro Metochita nacque a Nicea (l'odierna İznik), figlio dell'arcidiacono Giorgio Metochita, un fervente sostenitore dell'unione fra la chiesa ortodossa e quella cattolica. Dopo il secondo Concilio di Blacherne (1285), suo padre venne condannato ed esiliato, e sembra che Teodoro abbia trascorso la sua adolescenza nei monasteri della Bitinia in Asia Minore dedicandosi allo studio di autori sia laici che religiosi. Quando Andronico II Paleologo visitò Nicea nel 1290/1291, Teodoro destò una grande impressione in lui, tanto che venne immediatamente invitato alla corte di Costantinopoli e nominato Logothetes ton agelon. Circa un anno dopo venne nominato senatore. Oltre a svolgere i suoi incarichi politici (ambascerie in Cilicia nel 1295 e in Serbia nel 1299), Teodoro continuò a studiare e scrivere. Nel 1312/1313, iniziò a studiare l'astronomia con Manuele Briennio e più tardi egli stesso divenne il maestro di Niceforo Gregora. Si sposò ed ebbe cinque figli e una figlia, Irene (coniuge di Giovanni Paleologo, governatore di Tessalonica).
La carriera politica di Teodoro Metochita culminò nel 1321, quando venne nominato Mega Logoteta. Egli giunse allora al massimo del suo potere, divenendo uno degli uomini più ricchi del suo tempo. Utilizzò parte dei suoi averi per il restauro della Chiesa di San Salvatore in Chora a nord-ovest di Costantinopoli, dove una sua immagine in veste di donatore è ancora visibile nel mosaico presente nel nartece, all'ingresso della navata.
Le fortune di Teodoro furono strettamente legate all'imperatore. Dopo alcuni anni di guerra civile intermittente, Andronico II venne rovesciato nel 1328 dal nipote, Andronico III Paleologo, e Teodoro subì la sua stessa sorte. Venne privato della sua proprietà e costretto all'esilio a Didymoteichon. Nel 1330 gli fu permesso di tornare a Costantinopoli ed egli si ritirò a Chora, dove morì il 13 marzo 1332, avendo adottato il nome di Theoleptos.

## Opere
Fra le opere di Teodoro Metochita vi sono 20 Poemi in esametri dattilici, 18 orazioni (Logoi), Commentari sugli scritti di Aristotele sulla filosofia naturale, un'introduzione agli studi tolomeici sull'astronomia (Stoicheiosis astronomike), e 120 saggi su vari argomenti, (Semeioseis gnomikai). Molte di queste opere sono tuttora inedite.

### Edizioni in lingua originale
- Müller, Chr. G. - Kiessling, M. Th. (1821). Theodori Metochitae miscellanea philosophica et historica Graece, Lipsiae.
- Bydén, B. (2003). Theodore Metochites' Stoicheiosis astronomike and the study of natural philosophy and mathematics in early Palaiologan Byzantium. 2nd rev. ed. Acta Universitatis Gothoburgensis. Studia Graeca et Latina Gothoburgensia 66. Göteborg. ISBN 91-7346-459-7
- (GRC) Teodoro Metochites, Saggio critico su Demostene e Aristide (Ἐπιστασία καὶ κρίσις τῆς τῶν δύο ῥητόρων εὐδοκιμήσεως τοῦ τε Δημοσθένους καὶ Ἀριστείδου), a cura di Marcello Gigante, Milano-Varese, Istituto Editoriale Cisalpino, 1969.
- Polemis, I. (2015). Theodori Metochitae Carmina, Corpus Christianorum Series Graeca 83, Turnhout. ISBN 978-2-50-356456-2
- Polemis, I. - Kaltsogianni, E. (2018). Theodoros Metochites. Orationes, Bibliotheca scriptorum Graecorum et Romanorum Teubneriana, Berlin - New York. ISBN 978-3-11-060849-6

### Edizioni con traduzione in lingua inglese
- Featherstone, J. M. 2000. Theodore Metochites's Poems ‘To Himself’. Introduction, Text, and Translation. Vienna. ISBN 3-7001-2853-3

Reviewed by Lazaris, S. 2002. "Jeffrey Michael Featherstone (Introduction, Text and Translation), Theodore Metochites's poems ‘to Himself’ [Byzantina vindobonensia, XXIII], Wien: Verlag der Österreichischen Akademie der Wissenschaften, 2000", Scriptorium 56 (2002), p. 328*-330*
- Hult, K. 2002. Theodore Metochites on Ancient Authors and Philosophy: Semeioseis gnomikai 1–26 & 71. A Critical Edition with Introduction, Translation, Notes, and Indexes. With a Contribution by B. Bydén. Studia Graeca et Latina Gothoburgensia 65. Göteborg. ISBN 91-7346-434-1